# 国安瑶族乡
国安瑶族乡是中华人民共和国广西壮族自治区贵港市平南县下辖的一个民族乡。

## 行政区划
国安瑶族乡下辖以下村级行政区划单位：
国安社区、淡木村、甘雅村、田贵村、思和村、花洲村、盆都村、大兴村、发达村和民安村。